# Graugrüner Gänsefuß
Der Graugrüne Gänsefuß (Oxybasis glauca, Syn.: Chenopodium glaucum) ist eine Pflanzenart aus der Unterfamilie Chenopodioideae in der Familie der Fuchsschwanzgewächse (Amaranthaceae). Er kommt in Europa, Asien und Nordamerika vor.

## Beschreibung

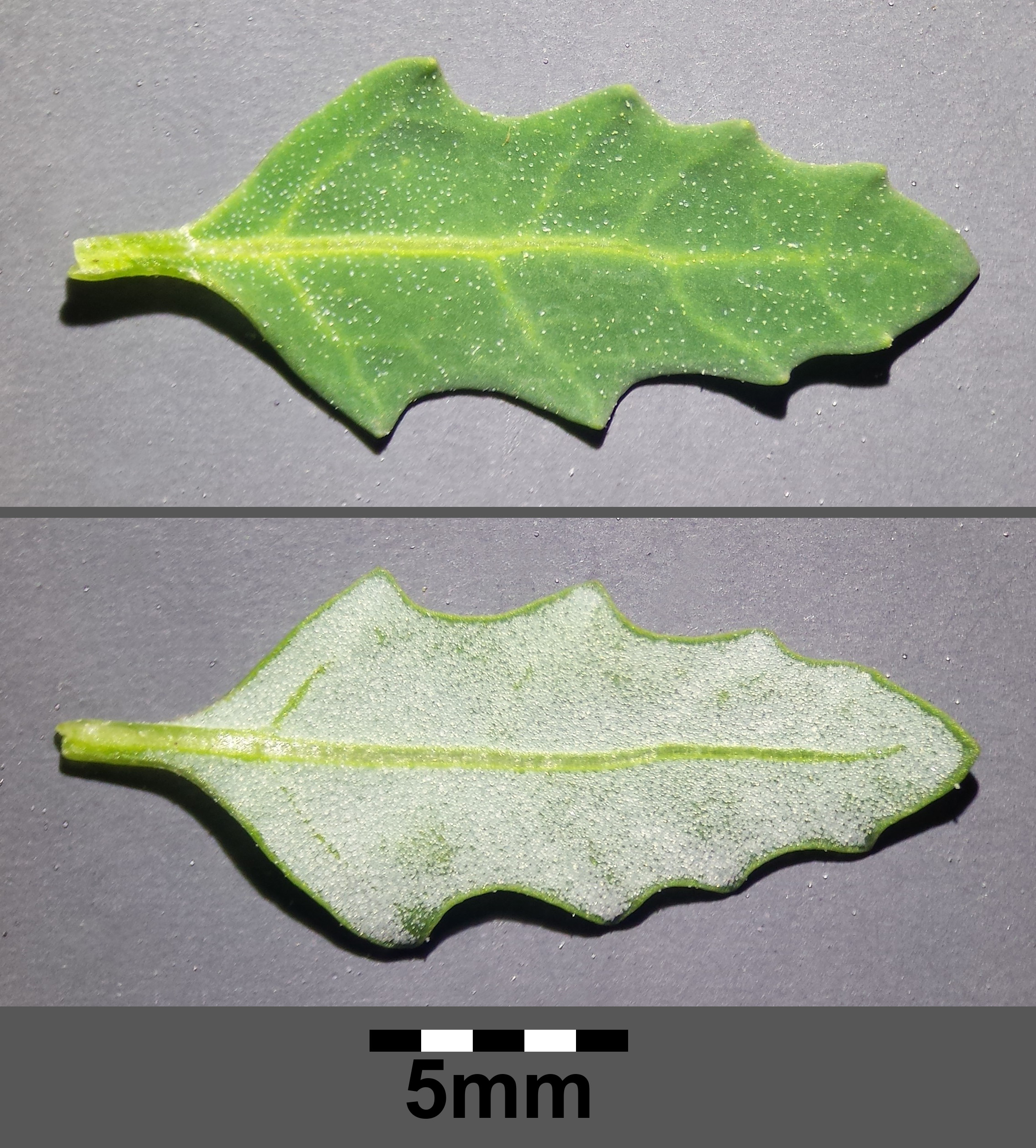
Die Laubblatt-Oberseite (oben) ist dunkelblaugrün, die Unterseite (unten) hingegen intensiv weißgrau bis hellbläulichgrau bemehlt.

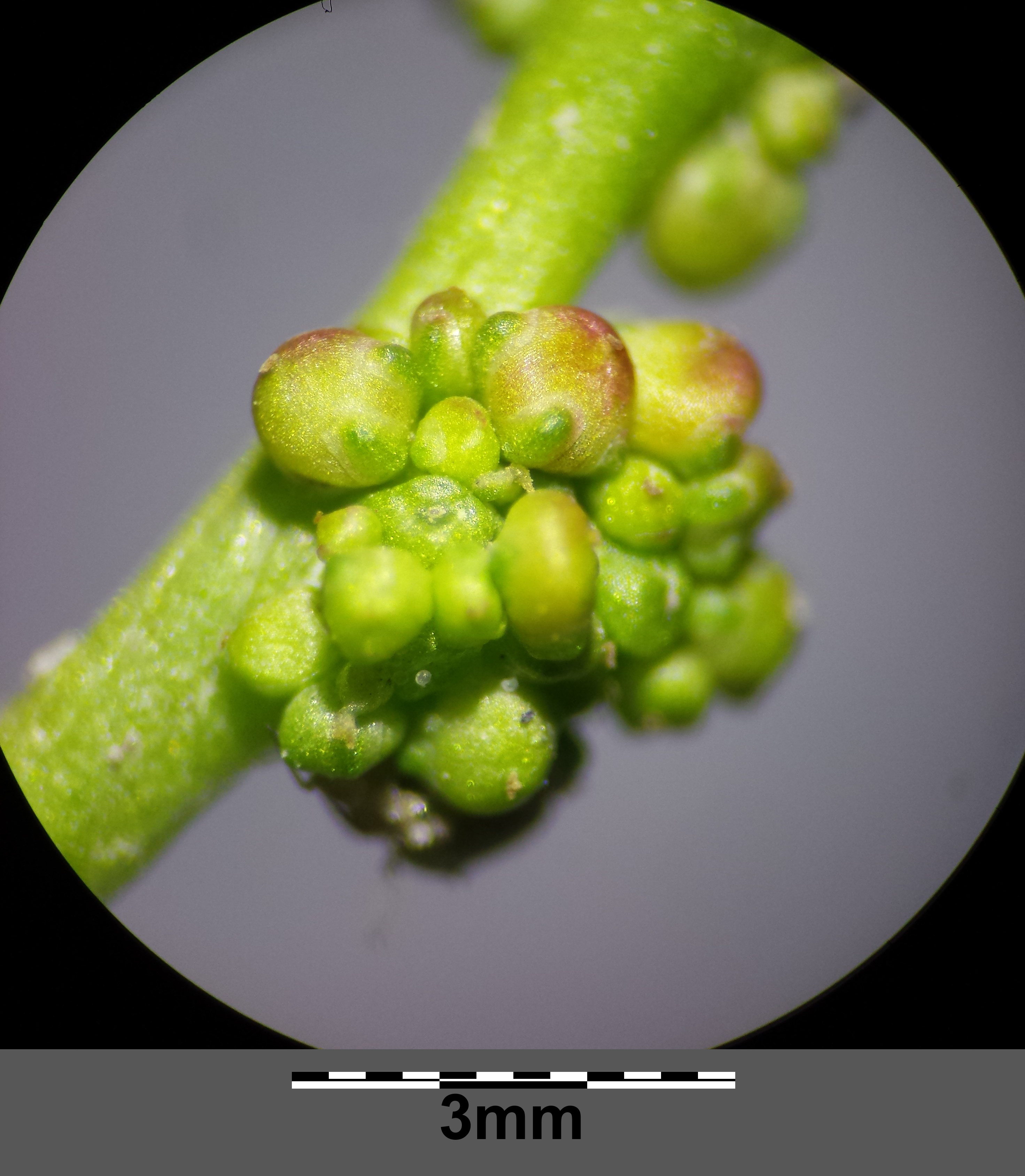
Fruchtstand

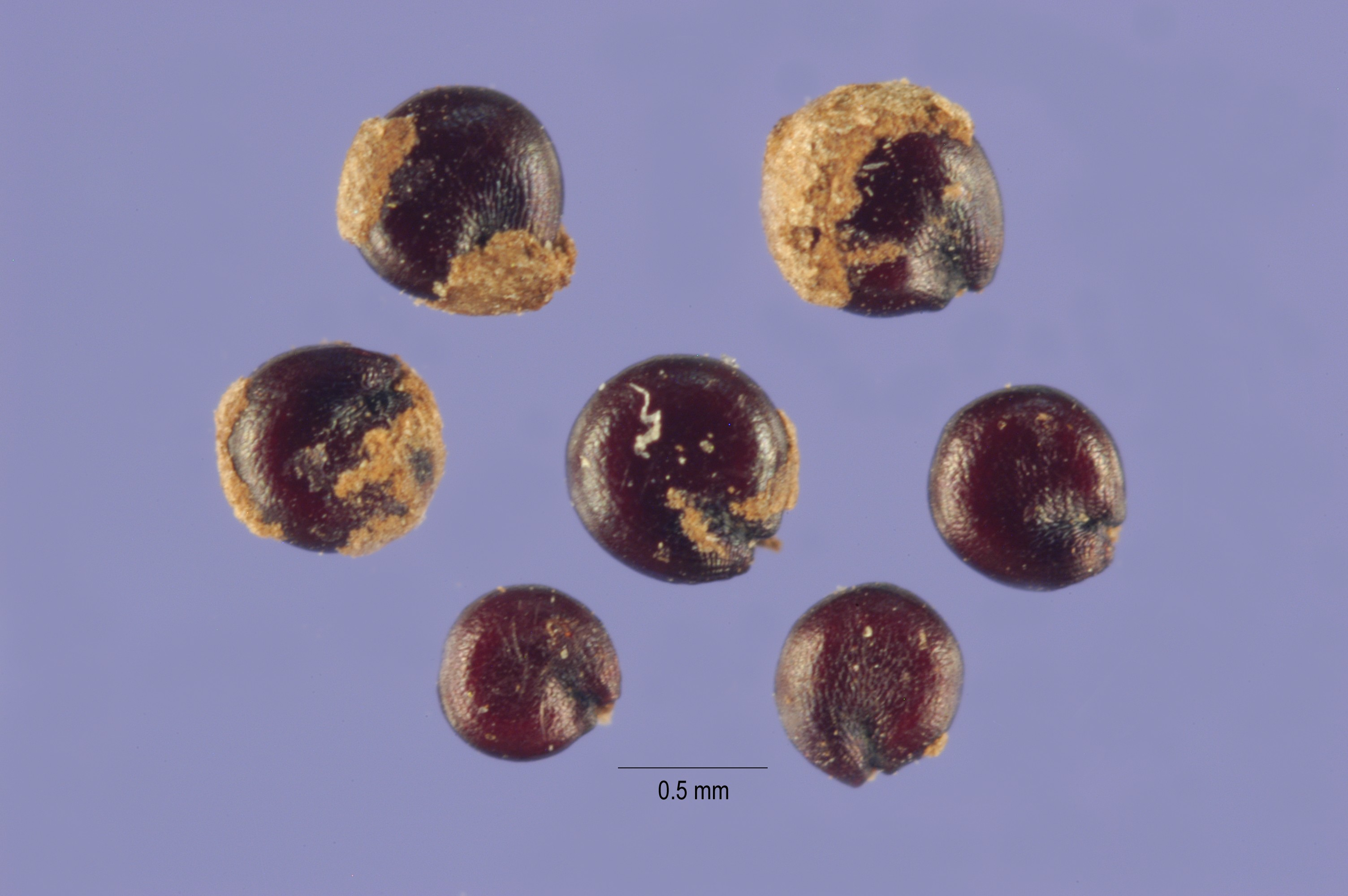
Samen

### Vegetative Merkmale
Der Graugrüne Gänsefuß ist eine einjährige krautige Pflanze und erreicht Wuchshöhen von meist 20 bis 40 cm, selten bis zu 120 cm, meist wächst sie jedoch charakteristisch niederliegend und nur wenige Zentimeter hoch. Der meist kriechende Stängel ist grün bis purpurrot und gerippt.
Die wechselständigen Laubblätter sind in Blattstiel und Blattspreite gegliedert. Der Blattstiel ist 5 bis 10 mm lang. Die oftmals fleischig verdickte Blattspreite weist eine Länge von 2 bis 4 cm und eine Breite von 0,6 bis 2 cm auf. Die Blattoberseite ist kahl und dunkel graugrün, die Blattunterseite ist stark weißgrau mehlig. Die Blattränder sind buchtig gezähnt bis gelappt. Der vorstehende Mittelnerv ist gelb-grün.

### Generative Merkmale
Die zusammengesetzten Gesamtblütenstände bestehen aus knäueligen Teilblütenständen. Es sind zwittrige und weibliche Blüten vorhanden. Die hellgrüne Blütenhülle ist drei- bis fünfzipfelig. Die ein oder zwei Staubblätter überragen die Blütenhülle nicht und besitzen kugelige Staubbeutel. Die zwei Narben sind sehr kurz.
Die häutige Fruchtwand (Perikarp) ist gelb-weiß. Die dunkelbraunen oder rotbraunen, abgeflacht kugeligen Samen weisen einen Durchmesser von etwa 0,75 mm auf. Die Samenschale ist fein grubig punktiert bis netzadrig.
Die Chromosomenzahl beträgt 2n = 18, bei einigen Untersuchungen wurden auch 2n = 36 gefunden.

## Ökologie
Der Graugrüne Gänsefuß ist eine Nahrungspflanze für die Schmetterlingsraupen von Gänsefuß-Blütenspanner (Eupithecia sinuosaria) und Melden-Blattspanner (Pelurga comitata).

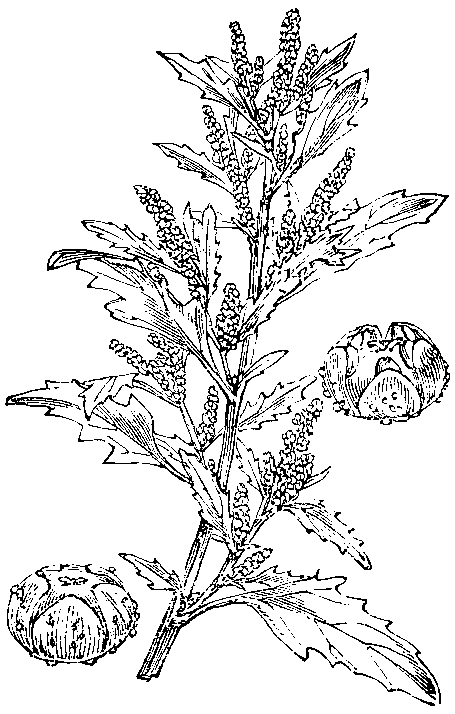
Illustration des Graugrünen Gänsefußes

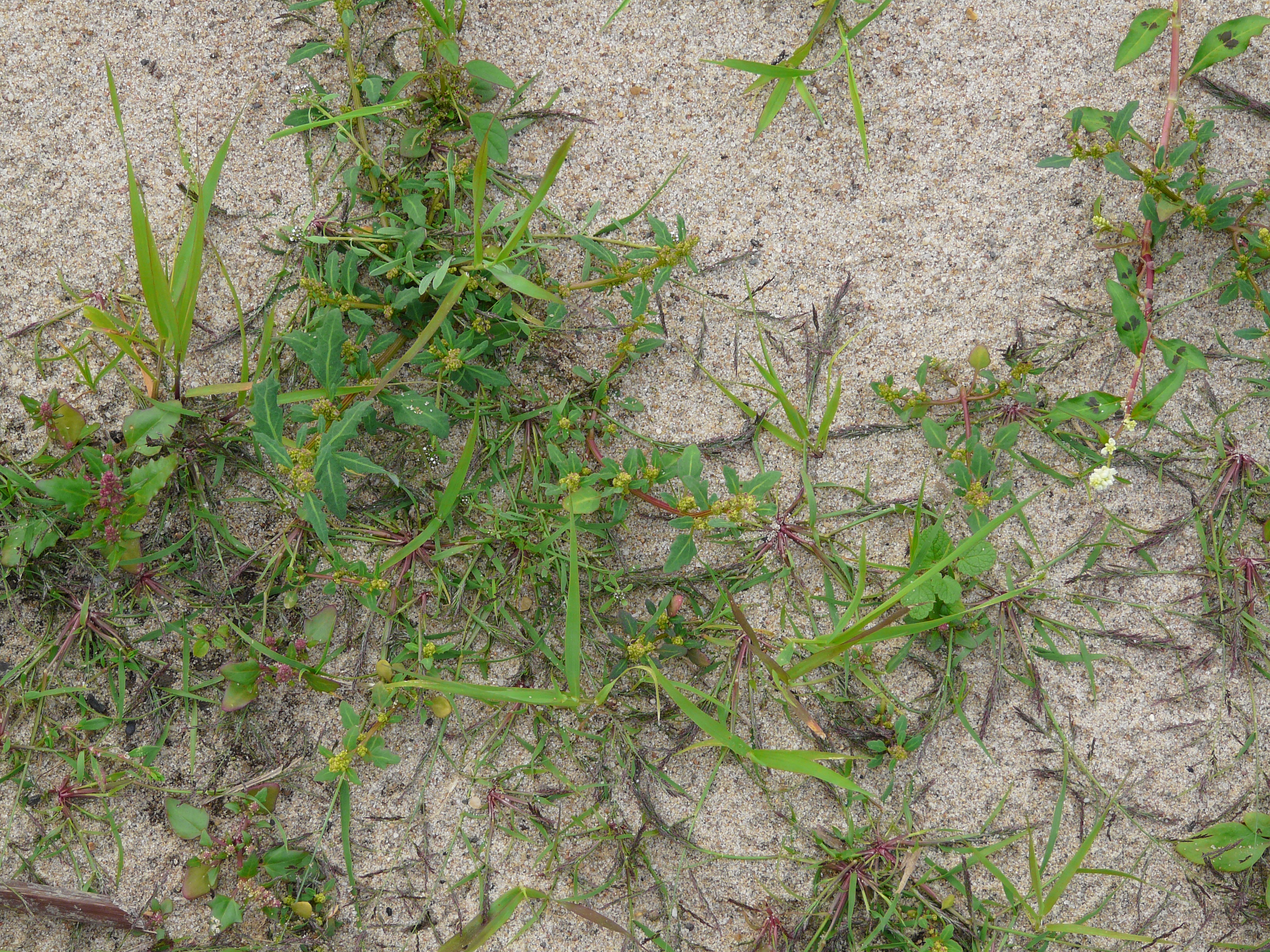
Graugrüner Gänsefuß in Gänsefuß-Gesellschaft am Elbufer

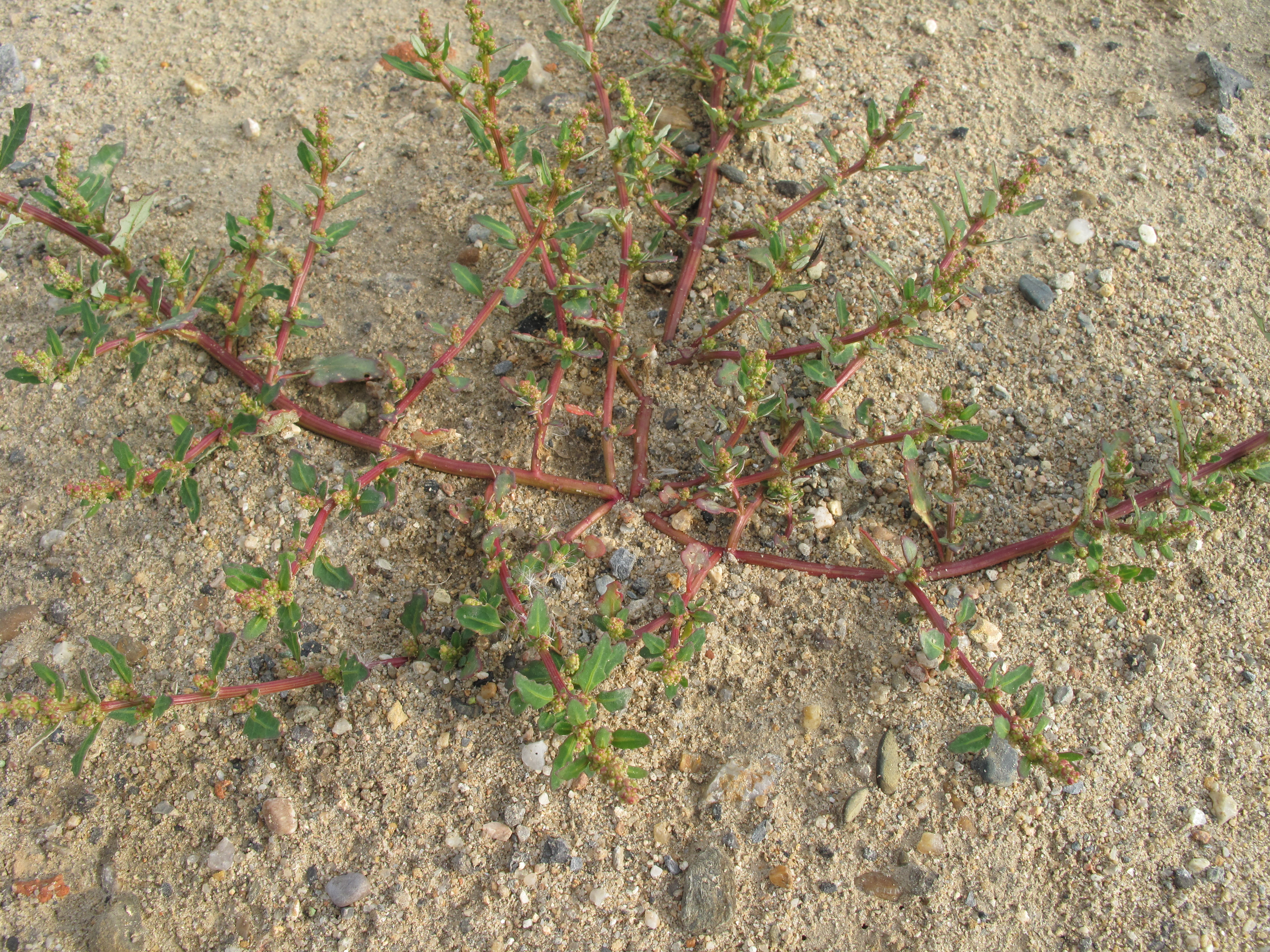
Graugrüner Gänsefuß (Oxybasis glauca)

## Verbreitung und Standortansprüche
Der Graugrüne Gänsefuß ist eurasiatisch-kontinental verbreitet. Er kommt in weiten Teilen Europas, in den gemäßigten Zonen Asiens bis nach Ostasien sowie in Nordamerika vor. In Europa kommt er in fast allen Ländern vor; er fehlt nur in Island.
In Deutschland wächst er insbesondere in sommerlich ausgebildeten, von Annuellen dominierten Gänsefuß-Uferfluren (Chenopodion rubri).

Ferner gedeiht er weniger häufig in jungen Phasen (Initialstadium) von stickstoffreichen Ruderalfluren und in Unkrautfluren (Polygono-Chenopodietalia) der Hackfruchtäcker und Gärten, vor allem in dörflichen Siedlungen, an Dungstätten, Straßenrinnen, Gräben, Mauern und Müllplätzen. Als salzertragende Art ist er gelegentlich auch in Salzpflanzenfluren zu finden. In den Allgäuer Alpen steigt er zwischen der Oberen Balderschwanger Alpe und der Speicherhalden-Alpe bis zu 1420 m Meereshöhe auf. Die ökologischen Zeigerwerte nach Landolt et al. 2010 sind in der Schweiz: Feuchtezahl F = 3+ (feucht), Lichtzahl L = 4 (hell), Reaktionszahl R = 4 (neutral bis basisch), Temperaturzahl T = 4 (kollin), Nährstoffzahl N = 5 (überdüngt), Kontinentalitätszahl K = 4 (subkontinental), Salztoleranz = 1 (tolerant).

## Systematik
Oxybasis glauca (L.) S. Fuentes, Uotila & Borsch zählt zur Tribus Atripliceae in der Unterfamilie Chenopodioideae innerhalb der Familie Amaranthaceae.
Die Erstbeschreibung als Chenopodium glaucum erfolgte 1753 durch Carl von Linné in Species Plantarum. Durch molekulargenetische Untersuchungen stellte sich heraus, dass die Art nicht zu Chenopodium im engeren Sinne gehört. Daher wurde sie 2012 von Suzy Fuentes-Bazan, Pertti Uotila und Thomas Borsch in die Gattung Oxybasis gestellt.
Synonyme für Oxybasis glauca (L.) S. Fuentes, Uotila & Borsch, die auf demselben Typusexemplar beruhen, sind Chenopodium glaucum L., Agathophytum glaucum (L.) Fuss, Atriplex glauca (L.) Crantz (nom. illeg.), Blitum glaucum (L.) W.D.J. Koch, Botrys glauca (L.) Nieuwl., Chenopodium glaucum subsp. euglaucum (L.) Aellen (nom inval.) und Orthospermum glaucum (L.) Opiz. Als weitere Synonyme gelten Chenopodium ambiguum R.Br., Chenopodium ambiguum var. majus Moq., Chenopodium ambiguum var. minus Moq., Chenopodium glaucum var. ambiguum (R.Br.) Hook.f., Chenopodium glaucum subsp. ambiguum (R.Br.) Murr & Thell., Chenopodium glaucum var. divaricatum Hook.f., Chenopodium glaucum var. divaricatum Moq., Chenopodium glaucum var. littorale Rodway, Chenopodium glaucum subsp. marlothianum Thell. & Aellen, Chenopodium glaucum f. minus (Moq.) Aellen, Chenopodium littorale Moq. (nom. illeg.), Chenopodium nudiflorum F.Muell. ex Murr, Chenopodium pallidum Moq., Chenopodium wolffii Simonk. und Orthosporum glaucum Peterm. Es wurden einige Unterarten oder Varietäten beschrieben, dies wird von Autoren unterschiedlich diskutiert.